# Izquierda en Positivo
Izquierda en Positivo era un partit polític presentat el juliol de 2018 a Barcelona, que s'identifica com l'únic partit d'esquerres no nacionalista.
A l'acte de presentació hi va intervenir Paco Frutos, antic secretari general del Partit Comunista d'Espanya (PCE). Els portaveus de l'entitat són Pedro Mercado i Enrique Sanjurjo. Es va llegir un text de suport del professor i filòsof Miguel Candel.
L'equip promotor, entre els quals hi ha els seus portaveus, és: Toni García-Pérez, Miguel del Amo, Enrique Sanjurjo, Vicente Serrano, Miguel Candel i Pedro Mercado; i tenen el suport, entre d'altres, de Paco Frutos i Carlos Jiménez Villarejo.
A les eleccions generals espanyoles d'abril de 2019, es van presentar a la Comunitat Autònoma de Catalunya i Regió de Múrcia. Pels comicis del 26 de maig de 2019, es presenten a 7 municipis i per les eleccions al Parlament Europeu de 2019 es presenten junt amb un moviment llatí anomenat Revolución Ciudadana amb entre d'altres el suport de Rafael Correa i com a candidat es presenta Javier Couso Permuy, obtenint un 0,06% dels vots emesos.
A les eleccions generals espanyoles de novembre de 2019 van ser el partit menys votat a Catalunya, amb un 0.05% dels vots emesos.